# Tossal de Montagut
Tossal de Montagut este o arie protejată (arie specială de conservare — SAC, sit de importanță comunitară — SCI, arie de protecție specială avifaunistică — SPA) din Spania întinsă pe o suprafață de 1.290,16 ha, integral pe uscat.

## Localizare
Centrul sitului Tossal de Montagut este situat la coordonatele 40°55′16″N 0°42′49″E / 40.9211°N 0.7136°E.

## Înființare
Situl Tossal de Montagut a fost declarat sit de importanță comunitară în septembrie 2006 pentru a proteja 29 de specii de animale. Alte tipuri de protecție:
- arie de protecție specială avifaunistică (în septembrie 2006)[2]
- arie specială de conservare (în noiembrie 2014)[1][3][4]

## Biodiversitate
Situată în ecoregiunea mediteraneană, aria protejată conține 4 habitate naturale: Păduri de Quercus ilex și Quercus rotundifolia, Pante stâncoase calcaroase cu vegetație casmofită, Tufărișuri termo-mediteraneene și de pre-deșert, Păduri de pin mediteraneene cu pini mezogeni endemici.
La baza desemnării sitului se află mai multe specii protejate:
- păsări (27): rață mare (Anas platyrhynchos), fâsă-de-câmp (Anthus campestris), Aquila fasciata, buha (Bubo bubo), ciocârlie-cu-degete-scurte (Calandrella brachydactyla), caprimulg (Caprimulgus europaeus), Certhia brachydactyla, șerpar (Circaetus gallicus), porumbel gulerat (Columba palumbus), presură de grădină (Emberiza hortulana), șoim călător (Falco peregrinus), vânturel roșu (Falco tinnunculus), cinteză (Fringilla coelebs), ciocârlan (Galerida cristata), Galerida theklae, acvilă pitică (Hieraaetus pennatus), capîntortură (Jynx torquilla), Lanius meridionalis, ciocârlie de pădure (Lullula arborea), prigoare (Merops apiaster), muscar sur (Muscicapa striata), Oenanthe leucura, pițigoi de brădet (Periparus ater), turturică (Streptopelia turtur), silvie de tufiș (Sylvia undata), pănțărușul (Troglodytes troglodytes), pupăză (Upupa epops)
- mamifere (2): liliacul mare cu potcoavă (Rhinolophus ferrumequinum), liliacul mic cu potcoavă (Rhinolophus hipposideros)

Pe lângă speciile protejate, pe teritoriul sitului au mai fost identificate 6 specii de amfibieni, 2 specii de mamifere, 1 specie de reptile.